# Erick Suárez
Erick Suárez (* 24. Juni 1999) ist ein bolivianischer Leichtathlet, der sich auf den Weitsprung spezialisiert hat.

## Sportliche Laufbahn
Erste Erfahrungen bei internationalen Meisterschaften sammelte Erick Suárez im Jahr 2018, als er bei den Südamerikaspielen in Cochabamba mit einer Weite von 7,14 m den achten Platz belegte. Im Jahr darauf erreichte er bei den Südamerikameisterschaften in Lima mit 7,19 m Rang sieben und 2020 wurde er bei den erstmals ausgetragenen Hallensüdamerikameisterschaften in Cochabamba mit neuem Hallenrekord von 7,31 m Sechster. 2025 belegte er bei den Hallensüdamerikameisterschaften ebendort mit 6,91 m den achten Platz. 
2019 wurde Suarez bolivianischer Meister im Weitsprung im Freien sowie 2020 und 2025 in der Halle.